# 1. Fußball- und Sportverein Mainz 05 2015-2016
Questa voce raccoglie le informazioni riguardanti il  1. Fußball- und Sportverein Mainz 05  nelle competizioni ufficiali della stagione 2015-2016.

## Stagione
Nella stagione 2015-2016 il Magonza, allenato da Martin Schmidt, concluse il campionato di Bundesliga al 15º posto. In coppa di Germania il Magonza fu eliminato al secondo turno dal Monaco 1860.

## Rosa
| N. |                       | Ruolo | Calciatore            |
| -- | --------------------- | ----- | --------------------- |
| 1  | Germania (bandiera)   | P     | Loris Karius          |
| 2  | Italia (bandiera)     | D     | Giulio Donati         |
| 3  | Nigeria (bandiera)    | D     | Leon Balogun          |
| 5  | Portogallo (bandiera) | D     | Henrique Sereno       |
| 6  | Germania (bandiera)   | C     | Danny Latza           |
| 7  | Svezia (bandiera)     | D     | Pierre Bengtsson      |
| 8  | Germania (bandiera)   | C     | Christoph Moritz      |
| 9  | Giappone (bandiera)   | A     | Yoshinori Mutō        |
| 10 | Turchia (bandiera)    | C     | Yunus Mallı           |
| 11 | Danimarca (bandiera)  | A     | Emil Berggreen        |
| 14 | Austria (bandiera)    | C     | Julian Baumgartlinger |
| 15 | Colombia (bandiera)   | A     | Jhon Córdoba          |
| 16 | Germania (bandiera)   | D     | Stefan Bell           |
| 17 | Spagna (bandiera)     | C     | Jairo Samperio        |
| 18 | Germania (bandiera)   | D     | Daniel Brosinski      |

| N. |                      | Ruolo | Calciatore               |
| -- | -------------------- | ----- | ------------------------ |
| 19 | Colombia (bandiera)  | C     | Elkin Soto               |
| 20 | Svizzera (bandiera)  | C     | Fabian Frei              |
| 21 | Austria (bandiera)   | C     | Karim Onisiwo            |
| 23 | Italia (bandiera)    | P     | Gianluca Curci           |
| 24 | Francia (bandiera)   | D     | Gaëtan Bussmann          |
| 26 | Germania (bandiera)  | D     | Niko Bungert             |
| 27 | Germania (bandiera)  | C     | Christian Clemens        |
| 29 | Germania (bandiera)  | A     | Devante Parker           |
| 30 | Germania (bandiera)  | C     | Patrick Pflücke          |
| 32 | Argentina (bandiera) | C     | Pablo de Blasis          |
| 33 | Germania (bandiera)  | P     | Jannik Huth              |
| 42 | Germania (bandiera)  | D     | Alexander Hack           |
| 45 | Germania (bandiera)  | C     | Suat Serdar              |
| 47 | Germania (bandiera)  | C     | Philipp Klement          |
| 48 | Germania (bandiera)  | C     | Julian-Maurice Derstroff |

## Organigramma societario
Area tecnica
- Allenatore: Martin Schmidt
- Allenatore in seconda: Peter Perchtold
- Preparatore dei portieri: Stephan Kuhnert
- Preparatori atletici: Axel Busenkell, Jonas Grünewald, Christopher Rohrbeck

## Risultati

### Bundesliga

#### Girone di andata
| Arbitro: | Winkmann |

|  |           |                |
|  | Marcatori | 66’ Hinterseer |

| Arbitro: | Aytekin |

|              |           |                       |
| Herrmann 54’ | Marcatori | 42’ Jairo 79’ Clemens |

| Arbitro: | Sippel |

|                         |           |  |
| Mutō 15’, 29’ Malli 47’ | Marcatori |  |

| Arbitro: | Hartmann |

|                         |           |           |
| Matip 37’ Huntelaar 61’ | Marcatori | 42’ Malli |

| Arbitro: | Siebert |

|                     |           |            |
| Malli 18’, 61’, 68’ | Marcatori | 13’ Schmid |

| Arbitro: | Fritz |

|               |           |  |
| Hernández 69’ | Marcatori |  |

| Arbitro: | Dankert |

|  |           |                                |
|  | Marcatori | 51’, 63’ Lewandowski 68’ Coman |

| Arbitro: | Meyer |

|                       |           |                                  |
| Heller 27’ Sailer 57’ | Marcatori | 15’ Bell 23’ Malli 64’ de Blasis |

| Arbitro: | Stieler |

|  |           |                         |
|  | Marcatori | 18’ Reus 82’ Mxit'aryan |

| Arbitro: | Hartmann |

|          |           |                           |
| Mutō 90’ | Marcatori | 39’, 44’ Ujah 45’ Bartels |

| Arbitro: | Fritz |

|                                           |           |                    |
| Verhaegh 42’ (rig.) Koo 50’ Bobadilla 81’ | Marcatori | 18’, 30’, 90’ Mutō |

| Arbitro: | Siebert |

|                         |           |  |
| de Blasis 31’ Malli 75’ | Marcatori |  |

| Colonia 21 novembre 2015, ore 15:30 CET 13ª giornata | Colonia | 0 – 0 referto | Magonza | RheinEnergieStadion (46 700 spett.)\| Arbitro: \| Stark \| |
| Arbitro:                                             | Stark   |               |         |                                                            |

| Arbitro: | Dankert |

|                   |           |               |
| Mutō 5’ Malli 42’ | Marcatori | 61’ Seferović |

| Arbitro: | Brand |

|             |           |                            |
| Djourou 90’ | Marcatori | 16’, 51’ Jairo 76’ Clemens |

| Magonza 11 dicembre 2015, ore 20:30 CET 16ª giornata | Magonza | 0 – 0 referto | Stoccarda | Coface Arena (29 104 spett.)\| Arbitro: \| Zwayer \| |
| Arbitro:                                             | Zwayer  |               |           |                                                      |

| Arbitro: | Sippel |

|                      |           |  |
| Darida 34’ Kalou 54’ | Marcatori |  |

#### Girone di ritorno
| Arbitro: | Meyer |

|                     |           |  |
| Hartmann 41’ (rig.) | Marcatori |  |

| Arbitro: | Brand |

|             |           |  |
| Clemens 21’ | Marcatori |  |

| Arbitro: | Hartmann |

|  |           |           |
|  | Marcatori | 24’ Jairo |

| Arbitro: | Gräfe |

|                                 |           |              |
| Bussmann 33’ Baumgartlinger 79’ | Marcatori | 46’ Belhanda |

| Arbitro: | Perl |

|                        |           |                       |
| Amiri 13’ Uth 68’, 76’ | Marcatori | 11’ Córdoba 78’ Jairo |

| Arbitro: | Aytekin |

|                                   |           |               |
| Malli 14’, 58’ (rig.) Córdoba 32’ | Marcatori | 65’ Hernández |

| Arbitro: | Stegemann |

|            |           |                       |
| Robben 64’ | Marcatori | 26’ Jairo 86’ Córdoba |

| Magonza 6 marzo 2016, ore 15:30 CET 25ª giornata | Magonza | 0 – 0 referto | Darmstadt | Coface Arena (34 000 spett.)\| Arbitro: \| Brand \| |
| Arbitro:                                         | Brand   |               |           |                                                     |

| Arbitro: | Aytekin |

|                     |           |  |
| Reus 30’ Kagawa 73’ | Marcatori |  |

| Arbitro: | Gräfe |

|                    |           |                    |
| Pizarro 45’ (rig.) | Marcatori | 38’ Baumgartlinger |

| Arbitro: | Ittrich |

|                                     |           |                   |
| Clemens 13’, 76’ de Blasis 24’, 53’ | Marcatori | 9’ Caiuby 40’ Koo |

| Arbitro: | Perl |

|              |           |           |
| Schürrle 53’ | Marcatori | 66’ Jairo |

| Arbitro: | Sippel |

|                        |           |                                 |
| Córdoba 8’ Balogun 49’ | Marcatori | 64’ Risse 74’ Jojić 83’ Modeste |

| Arbitro: | Zwayer |

|                          |           |               |
| Russ 28’ Bell 84’ (aut.) | Marcatori | 18’ Brosinski |

| Magonza 30 aprile 2016, ore 15:30 CEST 32ª giornata | Magonza  | 0 – 0 referto | Amburgo | Coface Arena (34 000 spett.)\| Arbitro: \| Winkmann \| |
| Arbitro:                                            | Winkmann |               |         |                                                        |

| Arbitro: | Aytekin |

|            |           |                                   |
| Gentner 6’ | Marcatori | 37’ Malli 53’ Córdoba 77’ Onisiwo |

| Magonza 14 maggio 2016, ore 15:30 CEST 34ª giornata | Magonza   | 0 – 0 referto | Hertha Berlino | Coface Arena (33 800 spett.)\| Arbitro: \| Stegemann \| |
| Arbitro:                                            | Stegemann |               |                |                                                         |

### Coppa di Germania
| Arbitro: | Hartmann |

|  |           |                                |
|  | Marcatori | 30’ Frei 33’ Jairo 62’ Clemens |

| Arbitro: | Osmers |

|                     |           |                       |
| Schindler 6’ (aut.) | Marcatori | 70’ Mugoša 77’ Okotie |

## Statistiche

### Statistiche di squadra
| Competizione      | Punti | In casa | In casa | In casa | In casa | In casa | In casa | In trasferta | In trasferta | In trasferta | In trasferta | In trasferta | In trasferta | Totale | Totale | Totale | Totale | Totale | Totale | DR |
| Competizione      | Punti | G       | V       | N       | P       | Gf      | Gs      | G            | V            | N            | P            | Gf           | Gs           | G      | V      | N      | P      | Gf     | Gs     | DR |
| ----------------- | ----- | ------- | ------- | ------- | ------- | ------- | ------- | ------------ | ------------ | ------------ | ------------ | ------------ | ------------ | ------ | ------ | ------ | ------ | ------ | ------ | -- |
| Bundesliga        | 50    | 17      | 8       | 4       | 5       | 23      | 18      | 17           | 6            | 4            | 7            | 23           | 24           | 34     | 14     | 8      | 12     | 46     | 42     | +4 |
| Coppa di Germania | -     | 1       | 0       | 0       | 1       | 1       | 2       | 1            | 1            | 0            | 0            | 3            | 0            | 2      | 1      | 0      | 1      | 4      | 2      | +2 |
| Totale            | -     | 18      | 8       | 4       | 6       | 24      | 20      | 18           | 7            | 4            | 7            | 26           | 24           | 36     | 15     | 8      | 13     | 50     | 44     | +6 |

### Andamento in campionato
| Giornata  | 1  | 2 | 3 | 4  | 5 | 6 | 7  | 8 | 9  | 10 | 11 | 12 | 13 | 14 | 15 | 16 | 17 | 18 | 19 | 20 | 21 | 22 | 23 | 24 | 25 | 26 | 27 | 28 | 29 | 30 | 31 | 32 | 33 | 34 |
| --------- | -- | - | - | -- | - | - | -- | - | -- | -- | -- | -- | -- | -- | -- | -- | -- | -- | -- | -- | -- | -- | -- | -- | -- | -- | -- | -- | -- | -- | -- | -- | -- | -- |
| Luogo     | C  | T | C | T  | C | T | C  | T | C  | C  | T  | C  | T  | C  | T  | C  | T  | T  | C  | T  | C  | T  | C  | T  | C  | T  | T  | C  | T  | C  | T  | C  | T  | C  |
| Risultato | P  | V | V | P  | V | P | P  | V | P  | P  | N  | V  | N  | V  | V  | N  | P  | P  | V  | V  | V  | P  | V  | V  | N  | P  | N  | V  | N  | P  | P  | N  | V  | N  |
| Posizione | 13 | 8 | 5 | 10 | 7 | 9 | 12 | 8 | 11 | 13 | 12 | 9  | 11 | 9  | 7  | 7  | 8  | 8  | 8  | 7  | 6  | 7  | 5  | 5  | 5  | 6  | 7  | 6  | 6  | 6  | 6  | 7  | 5  | 6  |

Legenda:

Luogo: C = Casa; T = Trasferta. Risultato: V = Vittoria; N = Pareggio; P = Sconfitta.

### Statistiche dei giocatori
| Giocatore         | Bundesliga | Bundesliga | Bundesliga  | Bundesliga | Coppa di Germania | Coppa di Germania | Coppa di Germania | Coppa di Germania | Totale   | Totale | Totale      | Totale     |
| Giocatore         | Presenze   | Reti       | Ammonizioni | Espulsioni | Presenze          | Reti              | Ammonizioni       | Espulsioni        | Presenze | Reti   | Ammonizioni | Espulsioni |
| ----------------- | ---------- | ---------- | ----------- | ---------- | ----------------- | ----------------- | ----------------- | ----------------- | -------- | ------ | ----------- | ---------- |
| G. Curci          | -          | -          | -           | -          | -                 | -                 | -                 | -                 | -        | -      | -           | -          |
| J. Huth           | -          | -          | -           | -          | -                 | -                 | -                 | -                 | -        | -      | -           | -          |
| L. Karius         | 34         | 0          | 1           | 0          | 2                 | 0                 | 0                 | 0                 | 36       | 0      | 1           | 0          |
| D. Zeaiter        | -          | -          | -           | -          | -                 | -                 | -                 | -                 | -        | -      | -           | -          |
| L. Balogun        | 21         | 1          | 4           | 0          | 2                 | 0                 | 0                 | 0                 | 23       | 1      | 4           | 0          |
| S. Bell           | 30         | 1          | 3           | 0          | 2                 | 0                 | 0                 | 0                 | 32       | 1      | 3           | 0          |
| P. Bengtsson      | 16         | 0          | 1           | 0          | 1                 | 0                 | 0                 | 1                 | 17       | 0      | 1           | 1          |
| D. Brosinski      | 30         | 1          | 3           | 0          | 2                 | 0                 | 0                 | 0                 | 32       | 1      | 3           | 0          |
| N. Bungert        | 21         | 0          | 2           | 0          | 2                 | 0                 | 0                 | 0                 | 23       | 0      | 2           | 0          |
| G. Bussmann       | 13         | 1          | 3           | 0          | -                 | -                 | -                 | -                 | 13       | 1      | 3           | 0          |
| G. Donati         | 11         | 0          | 4           | 1          | -                 | -                 | -                 | -                 | 11       | 0      | 4           | 1          |
| A. Hack           | 7          | 0          | 1           | 0          | -                 | -                 | -                 | -                 | 7        | 0      | 1           | 0          |
| Sereno            | -          | -          | -           | -          | -                 | -                 | -                 | -                 | -        | -      | -           | -          |
| J. Baumgartlinger | 31         | 2          | 7           | 0          | 2                 | 0                 | 0                 | 0                 | 33       | 2      | 7           | 0          |
| C. Clemens        | 28         | 5          | 1           | 0          | 1                 | 1                 | 0                 | 0                 | 29       | 6      | 1           | 0          |
| P. de Blasis      | 26         | 4          | 1           | 0          | 1                 | 0                 | 0                 | 0                 | 27       | 4      | 1           | 0          |
| F. Frei           | 18         | 0          | 1           | 0          | 1                 | 1                 | 0                 | 0                 | 19       | 1      | 1           | 0          |
| Jairo             | 31         | 7          | 5           | 0          | 2                 | 1                 | 0                 | 0                 | 33       | 8      | 5           | 0          |
| P. Klement        | 2          | 0          | 0           | 0          | -                 | -                 | -                 | -                 | 2        | 0      | 0           | 0          |
| D. Latza          | 27         | 0          | 8           | 0          | 2                 | 0                 | 0                 | 0                 | 29       | 0      | 8           | 0          |
| Y. Malli          | 34         | 11         | 0           | 0          | 2                 | 0                 | 0                 | 0                 | 36       | 11     | 0           | 0          |
| C. Moritz         | 8          | 0          | 0           | 0          | 1                 | 0                 | 0                 | 0                 | 9        | 0      | 0           | 0          |
| D. Parker         | 1          | 0          | 0           | 0          | -                 | -                 | -                 | -                 | 1        | 0      | 0           | 0          |
| P. Pflücke        | -          | -          | -           | -          | -                 | -                 | -                 | -                 | -        | -      | -           | -          |
| S. Serdar         | 12         | 0          | 0           | 0          | -                 | -                 | -                 | -                 | 12       | 0      | 0           | 0          |
| E. Soto           | 1          | 0          | 0           | 0          | -                 | -                 | -                 | -                 | 1        | 0      | 0           | 0          |
| E. Berggreen      | -          | -          | -           | -          | -                 | -                 | -                 | -                 | -        | -      | -           | -          |
| J. Córdoba        | 22         | 5          | 2           | 0          | -                 | -                 | -                 | -                 | 22       | 5      | 2           | 0          |
| J. Derstroff      | -          | -          | -           | -          | -                 | -                 | -                 | -                 | -        | -      | -           | -          |
| Y. Mutō           | 20         | 7          | 2           | 0          | 1                 | 0                 | 0                 | 0                 | 21       | 7      | 2           | 0          |
| K. Onisiwo        | 9          | 1          | 1           | 0          | -                 | -                 | -                 | -                 | 9        | 1      | 1           | 0          |
| M. Beister        | 1          | 0          | 0           | 0          | -                 | -                 | -                 | -                 | 1        | 0      | 0           | 0          |
| G. Jara           | 6          | 0          | 1           | 0          | 1                 | 0                 | 0                 | 0                 | 7        | 0      | 1           | 0          |
| J. Koo            | 2          | 0          | 0           | 0          | -                 | -                 | -                 | -                 | 2        | 0      | 0           | 0          |
| F. Niederlechner  | 12         | 0          | 2           | 0          | 2                 | 0                 | 1                 | 0                 | 14       | 0      | 3           | 0          |
| J. Park           | 1          | 0          | 0           | 0          | 1                 | 0                 | 0                 | 0                 | 2        | 0      | 0           | 0          |